# 托尔斯港市镇
托尔斯港市镇是法罗群岛市镇，包括首府托尔斯港及周边村庄。市镇范围覆盖斯特勒姆岛的南半部及附近的三个小岛：诺尔岛、海斯特岛和科尔特岛。市镇面积为173平方公里，人口数量为22,346人（2021年1月），占整个群岛人口的42.2%。
托尔斯港在1866年成为一个单独的市镇，也是法罗群岛的最大的市镇。

## 图集

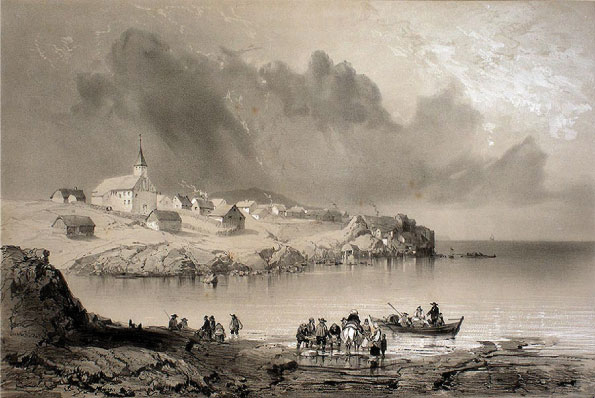
绘画中所描叙1839年的托尔斯港
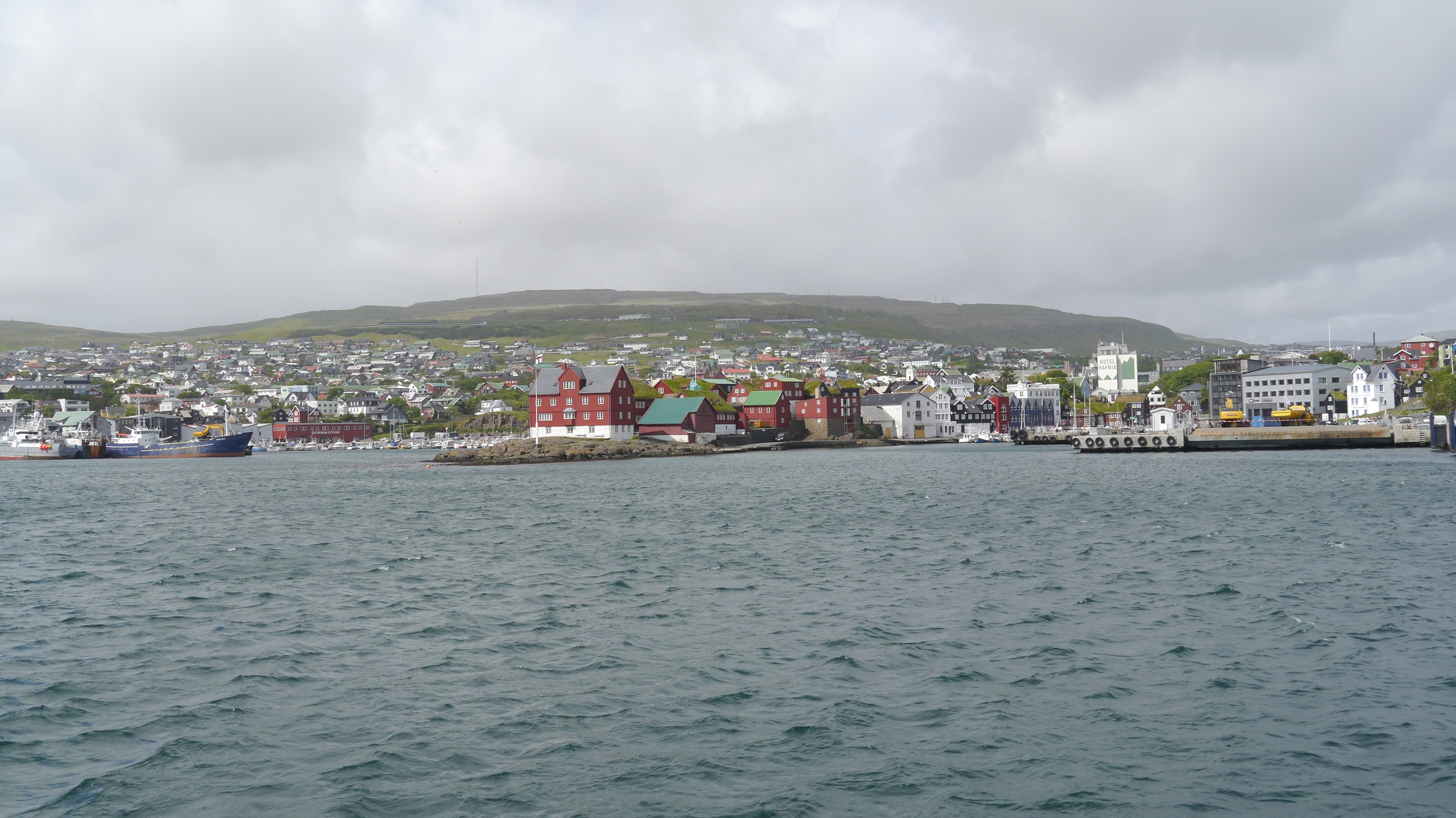
从海上眺望托尔斯港市中心
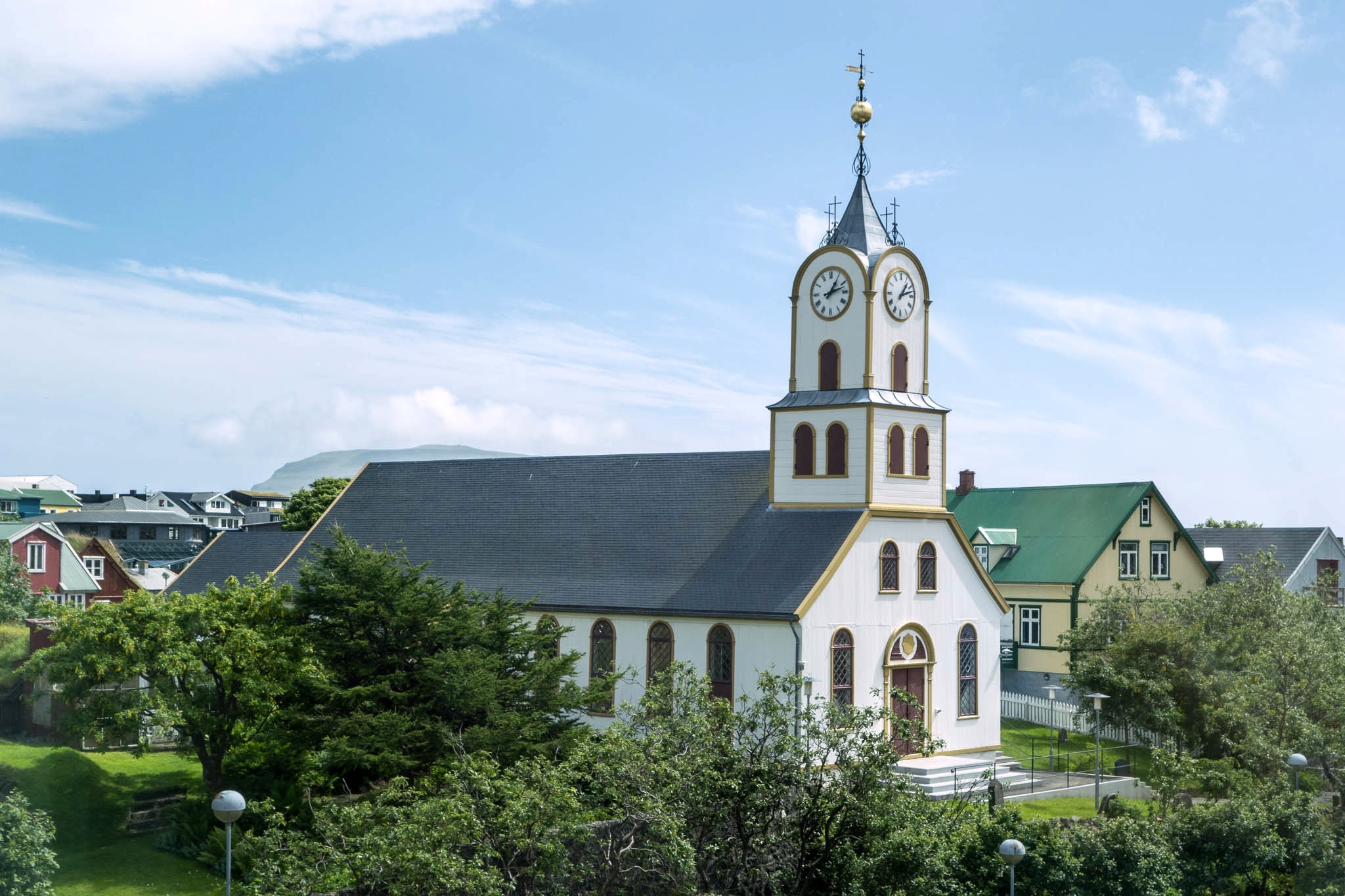
托尔斯港主教座堂
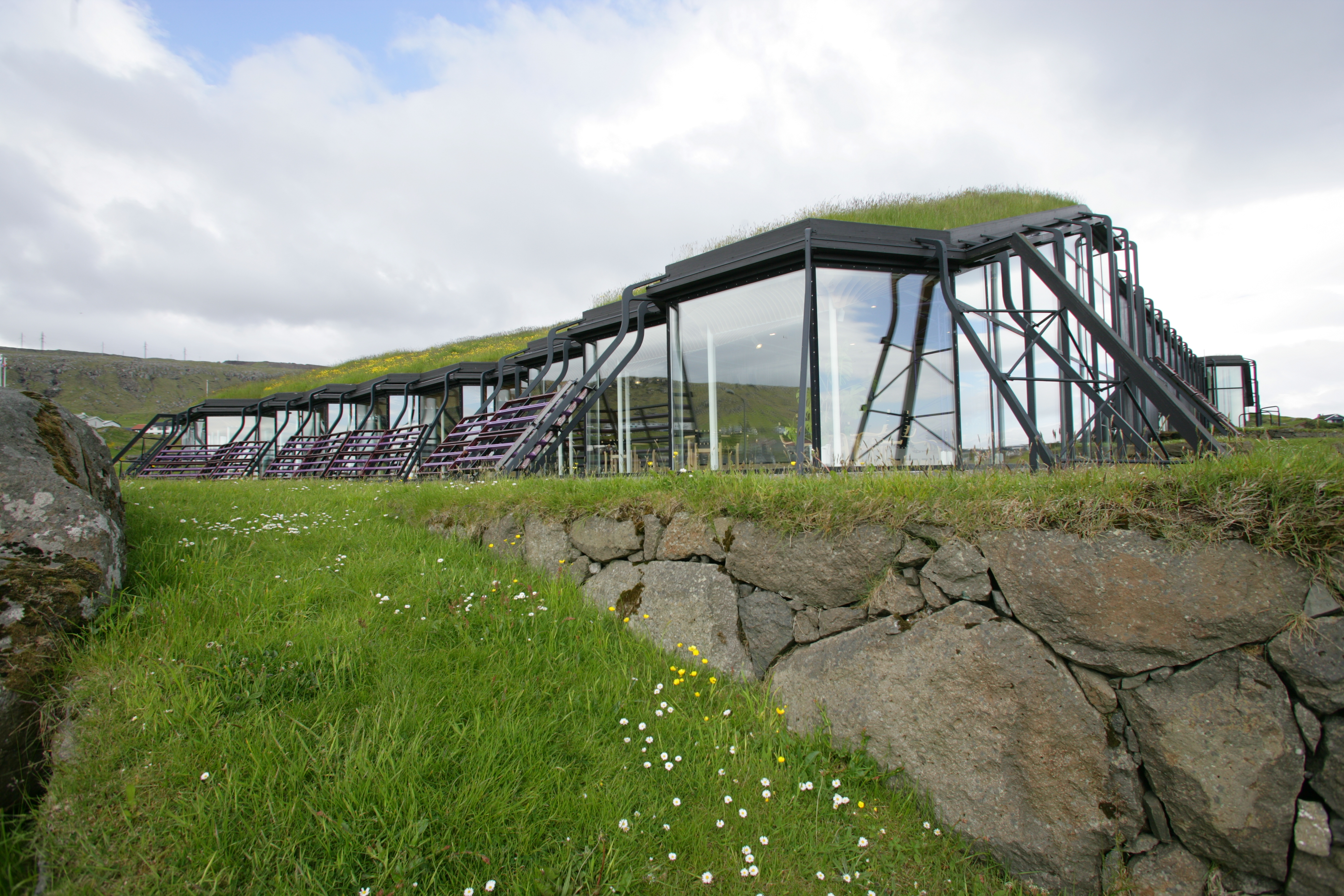
北欧中心
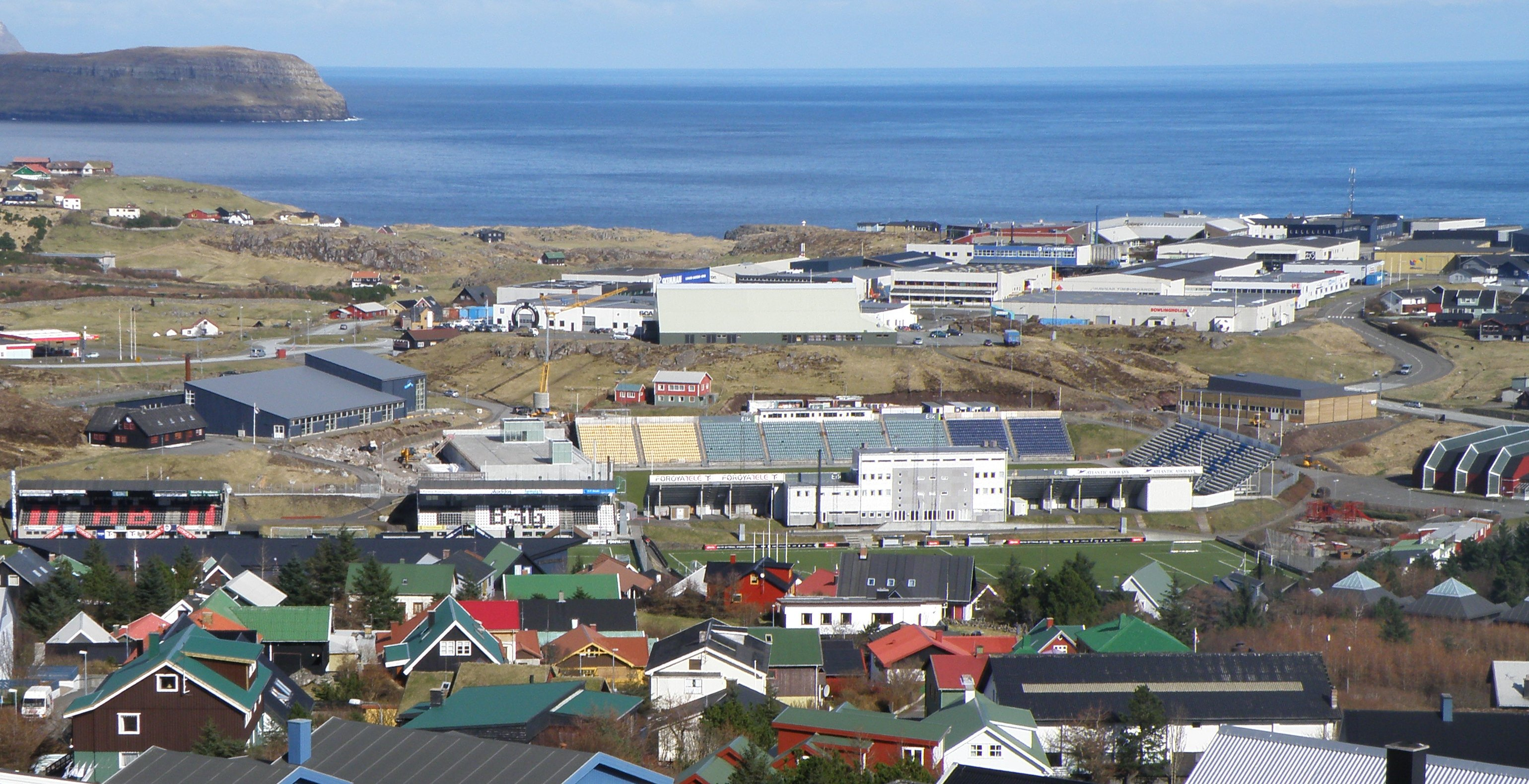
贡达达勒区的体育场地